# Sape
Pour les articles homonymes, voir Sape (homonymie) et Mine terrestre.
« combat de mines » redirige ici. Ne pas confondre avec guerre des mines (navale).
La sape est une méthode de siège qui consiste à détruire une fortification ennemie en attaquant les fondations d'une muraille, d'une forteresse ou d'un château.
Cette méthode est également appelée combat de mines, guerre des mines ou plus simplement mine(s).

## Méthode
Diverses méthodes existaient :

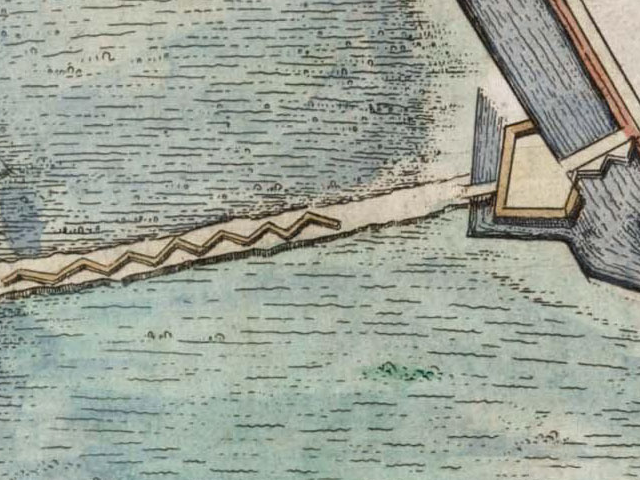
Tranchee d’approche lors du siège de Bredevoort en 1597. Remarquez la forme caractéristique en zigzag

- la plus ancienne consistait à s’approcher du pied de la muraille par moyen des tranchées d’approche[1] afin d'éviter le feu d'enfilade, à ôter une pierre du parement, et à creuser un trou dans le blocage ; ce trou était ensuite bourré de matières inflammables, qui une fois incendiées affaiblissaient le mur et provoquaient son effondrement et une brèche par laquelle l’assaut pouvait être mené. L’établissement de hourds puis de mâchicoulis, ou même plus simplement de tours suffisamment avancées pour flanquer la courtine, constituent la parade à ce genre de sape ;
- les sapeurs pouvaient aussi creuser un tunnel, étayé par du bois, sous l'enceinte du château. Ils remplissaient ensuite le tunnel de produits inflammables avant de mettre le feu aux étais : ceux-ci, en brûlant, privaient la galerie de soutien ; elle s'effondrait, ce qui entraînait la muraille avec elle.
- On utilisait également les canons pour tirer directement sur la base des murailles lorsque le tunnel le permettait, comme au siège de Thionville en 1558.

Plus tard, sous l'impulsion de Pedro Navarro, on utilisa de la poudre, puis des explosifs qui donnaient de meilleurs résultats. Si la sape était bien faite, et surtout au bon endroit (juste sous les murailles), la muraille s'effondrait, créant une brèche par laquelle l'assaillant pouvait s'engouffrer.
Pierre des Vaux-de-Cernay raconte ainsi comment, lors du siège de Carcassonne pendant la croisade des Albigeois : « après que les pierrières ont endommagé le couronnement des murailles, nos sapeurs ont réussi avec beaucoup de difficultés à approcher près du pied des murailles une charrette à quatre roues, couverte de peaux de bœuf (fraîches, donc ininflammables), à l'abri de laquelle ils ont commencé à saper les murs[réf. nécessaire]. »
Comme au siège de Carcassonne, les défenseurs luttaient contre la sape en envoyant toutes sortes de projectiles sur les sapeurs. En effet, une sape réussie signifiait généralement la fin du siège, les défenseurs ne pouvant plus combattre et devant faire leur reddition, ou bien l'assaut ayant lieu.

## Méthodes de défense

### Prévention de la sape lors de la construction

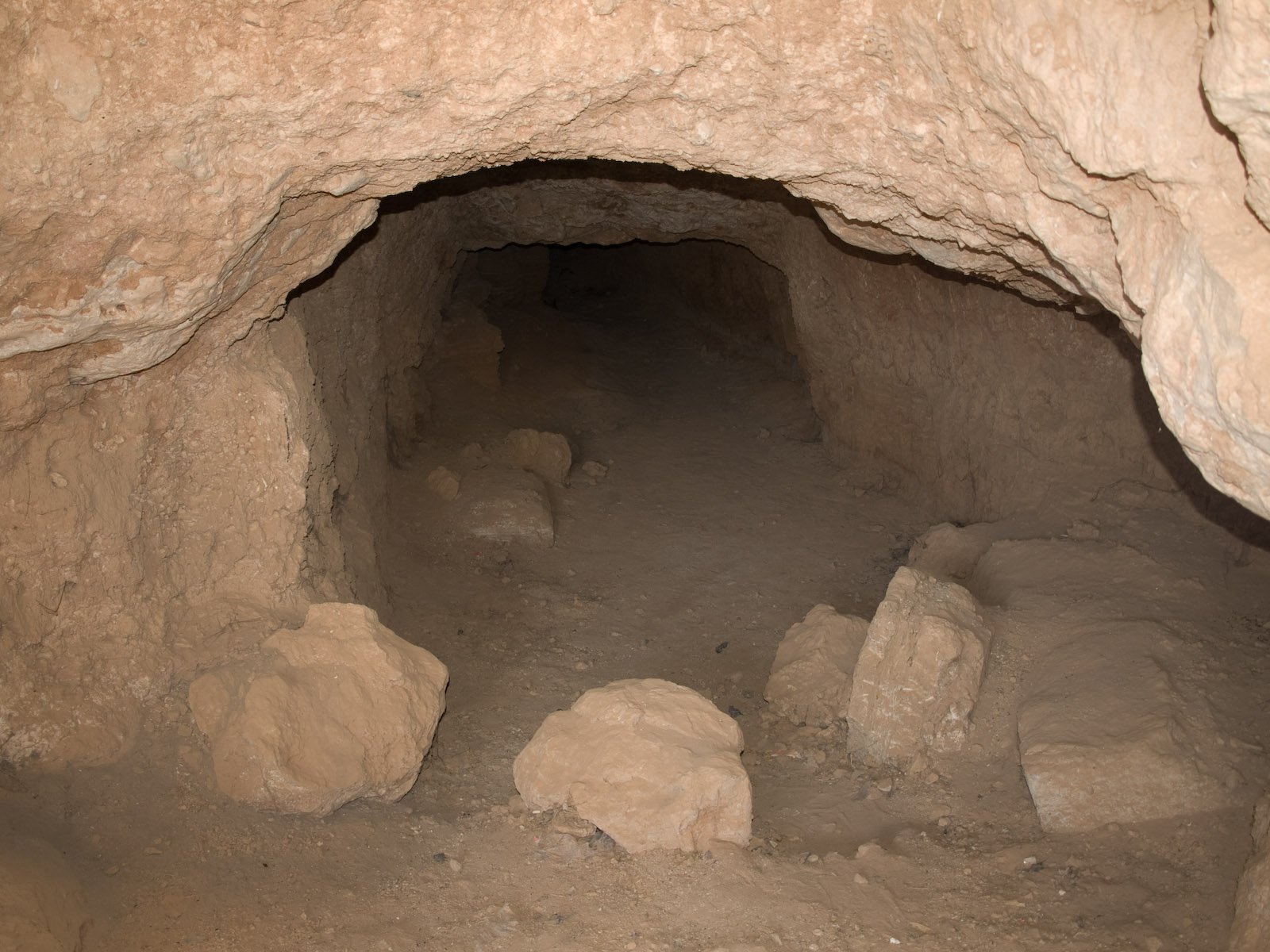
Tunnel de contre-sape sous le rempart de Doura-Europos pour le siège sassanide de 256.

Une méthode sûre de prévenir la sape est de construire les fondations de la courtine dans un terrain rendant la sape impraticable :
- soit directement sur le roc,
- soit dans un terrain sablonneux,
- soit encore dans un terrain marécageux

Mais évidemment les deux dernières solutions posent des problèmes supplémentaires de construction.
Un fossé très profond creusé en avant des murs est aussi une garantie contre la sape : au pire, il complique le travail de sape, au mieux, s'il atteint la roche mère, il la rend quasiment impossible. C'est la solution adoptée au château de Pembroke ; le château de Kenilworth, également en Angleterre, est doté de lacs artificiels qui imbibent la terre d'eau et rendent le creusement de galeries problématique.
Enfin, si une brèche est malgré tout ouverte, des obstacles peuvent être disposés afin de gêner les assaillants, comme les chevaux de frise, ou la construction d'une contrescarpe. Ainsi, une forteresse comme le château de Beaumaris, à Anglesey a été conçue de façon que les murs intérieurs forment une contrescarpe toute prête ; ainsi, si les assaillants pénétraient par une brèche, ils auraient été pris dans un couloir et voués au massacre entre le mur externe plus bas et le mur intérieur plus haut.

### Contre-mesures lors du siège
Les défenseurs de la place peuvent en effet repérer une activité de sape opérée par les assaillants (la nuit, les bruits de creusement étaient parfois audibles par les sentinelles). Les défenseurs peuvent également creuser des contre-sapes. Elles peuvent leur permettre de déboucher dans les galeries des assaillants, et de les y tuer. Ils peuvent aussi creuser des galeries sous celles creusées par les sapeurs, puis les incendier en espérant qu'elles s'effondreront.

## Utilisations au cours de l'histoire

### Antiquité
Cette technique est connue depuis l'Antiquité. L'historien grec Polybe explique comment se déroulent les opérations de sape lors du siège d'Ambracia par les Romains.
À Doura Europos, les fouilles franco-américaines ont mis au jour les tunnels de sape et contre-sape creusés par les assaillants perses sassanides et les défenseurs romains sous le rempart de la ville en 256.

### Sièges de l'époque moderne

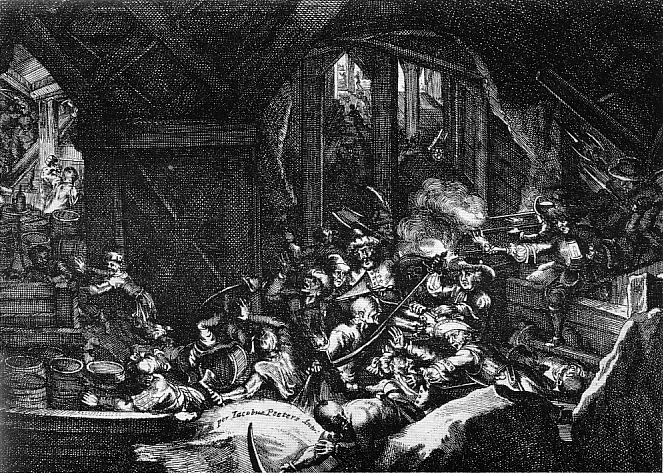
Les Autrichiens attaquent une mine turque lors du second siège de Vienne ; gravure de Jacobus Peeters (XVIIe siècle).

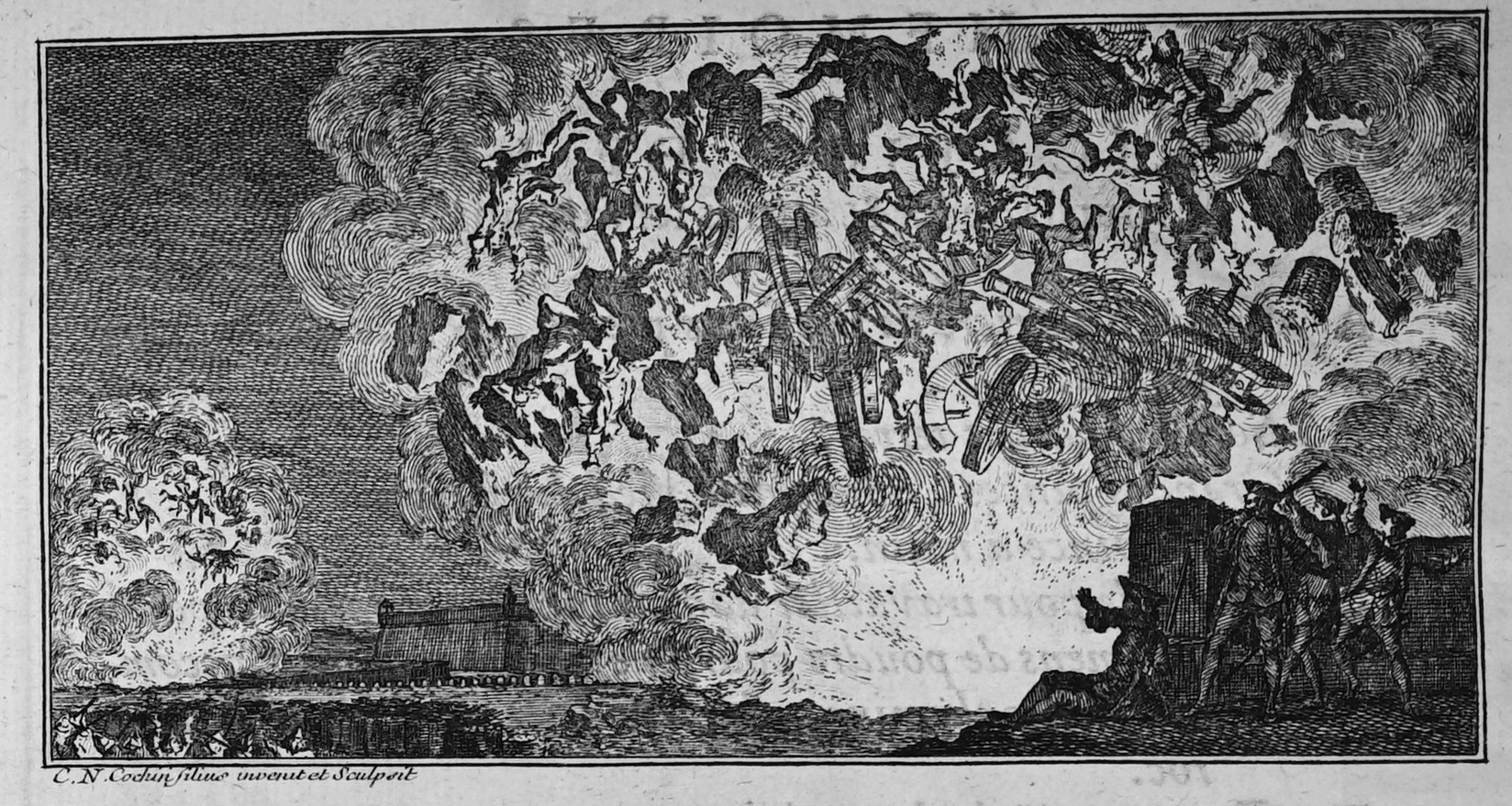
Vue d'artiste, Cochin, de l'explosion d'une sape in Mémoires d'artillerie... de Pierre Surirey de Saint-Remy.

Le tunnel de sape est utilisé par les musulmans aux XII et XIIIe siècles dans le cadre des Croisades, puis lors du premier siège de Vienne en 1529, du siège de Maastricht en 1632 et enfin du second siège de Vienne en 1683. Vauban fait progresser les tranchées en zigzags en douze phases afin d'échapper aux tirs en enfilade.

Les combats de mines offraient dans les sièges une bonne occasion de donner des preuves de courage.
 « Dès que les mineurs des deux parties jugeaient, par le bruit, que leurs travaux approchaient ils en donnaient avis. Alors les guerriers les plus déterminés se présentaient pour les soutenir. On se défiait réciproquement et le rendez-vous était indiqué dans le souterrain de la mine. On mettait une barrière, à hauteur d'appui, à l'extrémité des assiégeants. Dès que les assiégés y étaient parvenus et avaient fait l'ouverture, ils se retiraient pour faire place aux chevaliers. On combattait en nombre égal et à la lueur des flambeaux. On ne pouvait se frapper ailleurs qu'aux parties du corps qui excédaient la barrière. Des juges du combat de chaque côté décidaient des actions. Les vaincus payaient ordinairement leur défaite par une somme d'argent ou par quelques bijoux qui tenait lieu de rançon. Quelquefois il leur en coutait la liberté. »

Les mines consistaient alors en de vastes galeries creusées sous la fortification que l'on voulait détruire. Le terrain était soutenu par des étançons de bois, auxquels les mineurs mettaient le feu en se retirant.

### Époque contemporaine

#### Guerre de Sécession

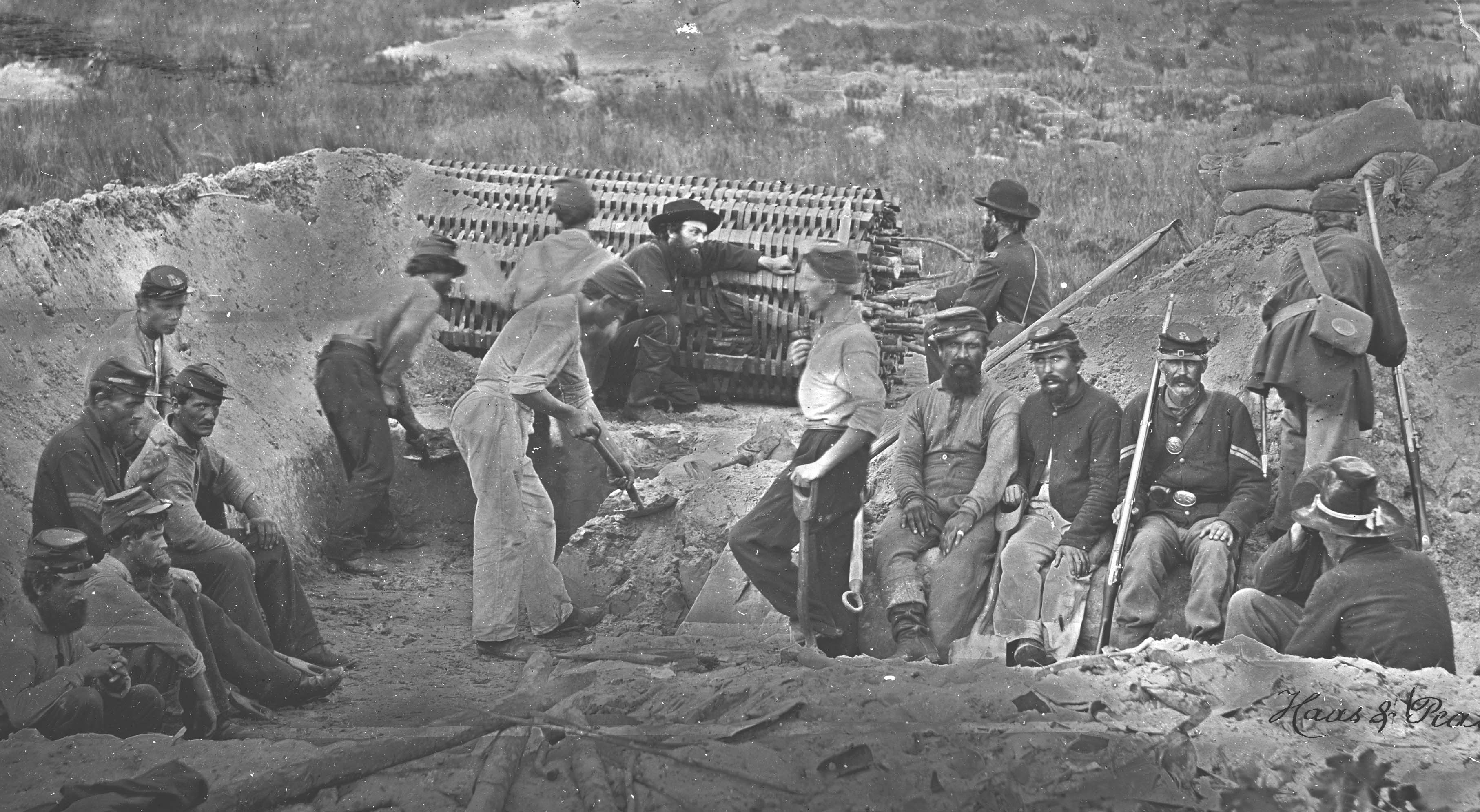
Photographie posée du 1st New York Engineer creusant une sape sur Morris Island au cours de la guerre de Sécession.

Durant le siège de Petersburg, les troupes de l'Union creusèrent un tunnel sous les lignes confédérées et les emplirent de grandes quantités de poudre. L'explosion tua plus de 300 soldats. Elle aurait pu être décisive si l'assaut qui a suivi avait été donné de part et d'autre du cratère, et non à travers le cratère, ce qui a permis aux défenseurs d'abattre facilement les assaillants, incapables de gravir les pentes escarpées du cratère. On appelle cet épisode la bataille du Cratère.

#### Première Guerre mondiale
La sape a connu une brève réhabilitation comme technique militaire pendant la Première Guerre mondiale. Le génie militaire voulut en effet creuser des galeries sous le no man's land, et faire exploser de grandes quantités d'explosifs sous les tranchées adverses. Comme dans la guerre de siège, la sape était rendue possible par la nature statique du combat et était destinée à créer une "brèche" dans un front continu. D'épouvantables explosions avaient lieu, offrant l'image du bouleversement de la terre, obscurcissant le ciel et ébranlant les plus courageux. À Vauquois, une mine creusa un cratère de plus de 25 mètres de profondeur et 100 mètres de large.
Un des exemples les plus frappants est celui de Messines Ridge, sur le front belge, sous laquelle 450 tonnes d'explosifs ont été placées dans vingt-et-une galeries, creusées en deux ans de travail. Environ 10 000 soldats allemands ont été tués par l'explosion de dix-neuf des mines. Une autre galerie a explosé des années plus tard ; la vingt-et-unième n'a jamais explosé.

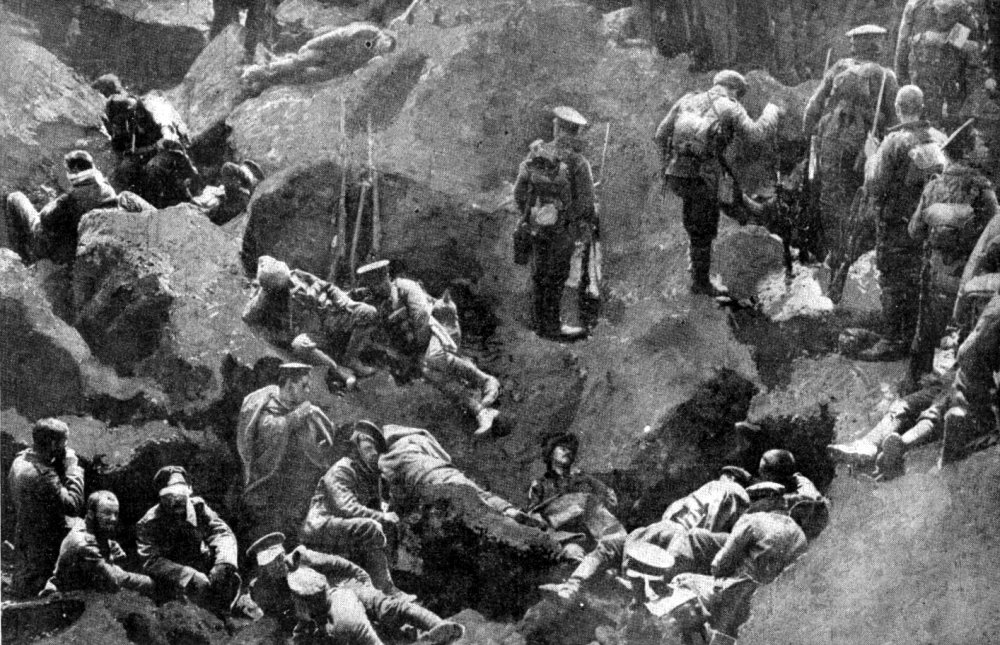
Évacuation des prisonniers allemands hors d'une tranchée minée par l'armée britannique (1915).
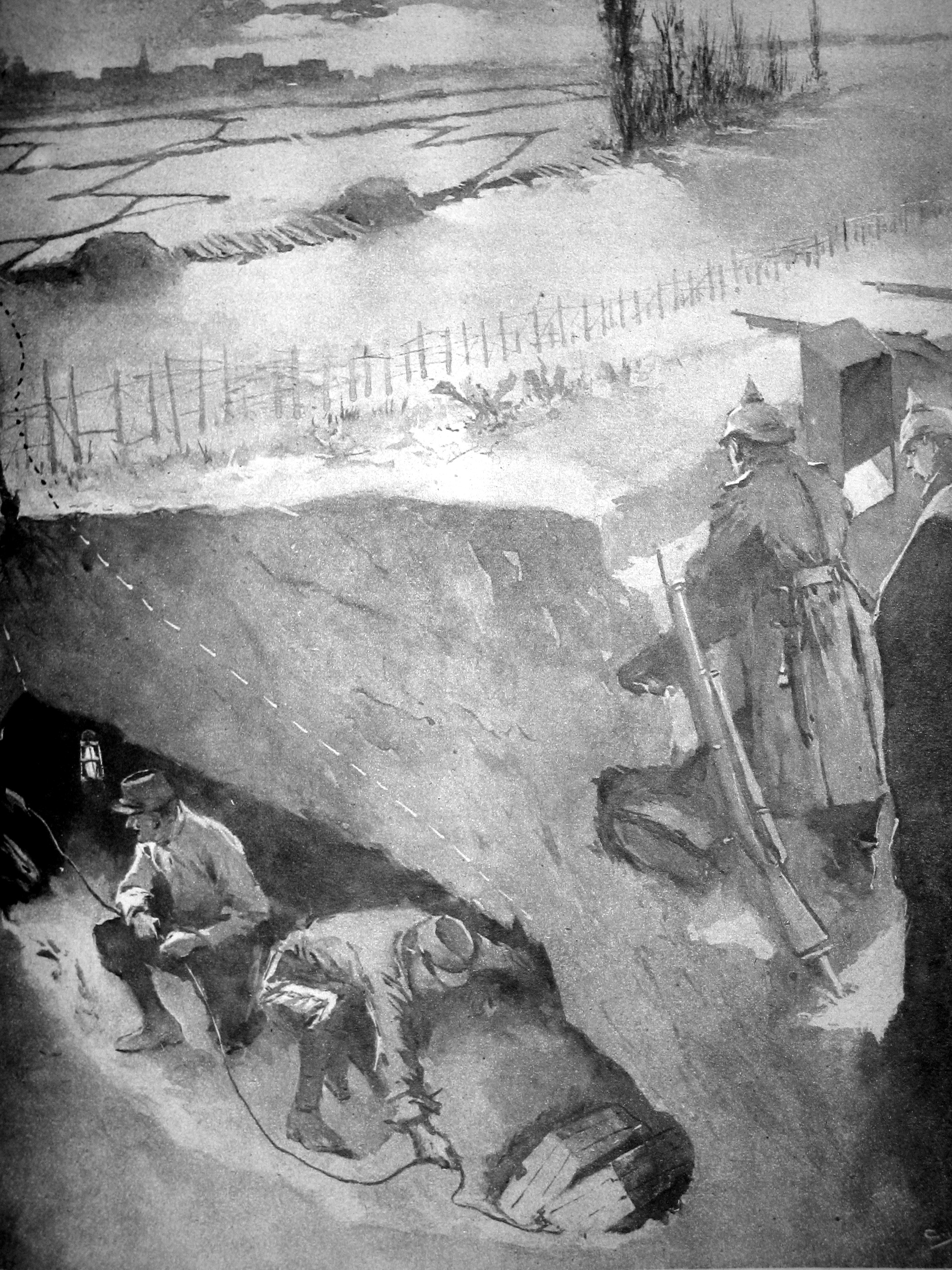
Représentation d'un travail de sape français afin de miner une tranchée allemande. Illustration du Miroir (1915).
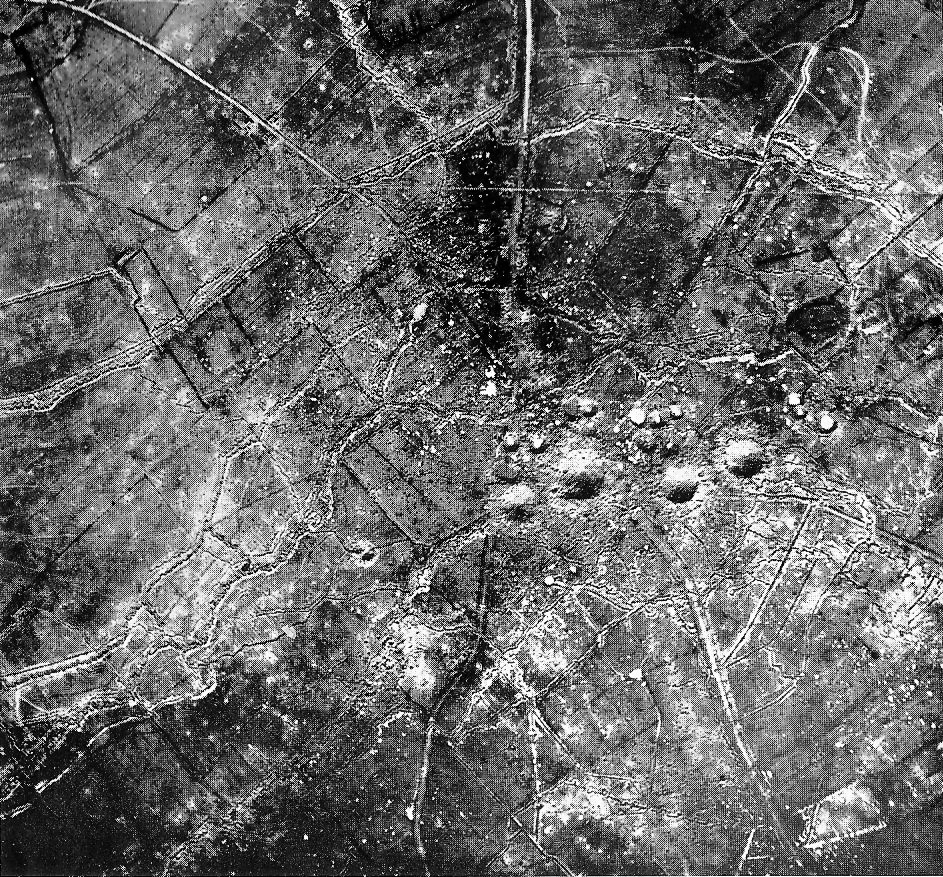
La position «Saint-Eloi» après quatre explosions de mines en dessous de la tranchée avant le 1er avril 1916